# Boris Kaufman
Boris Abramovitj Kaufman (ryska: Борис Абрамович Кауфман), född 24 augusti 1906 i Białystok, guvernementet Grodno (nuvarande Polen), död 24 juni 1980 i New York, New York, var en rysk-amerikansk filmfotograf. Han belönades med en Oscar för bästa svartvita foto för Storstadshamn (1954). Han var yngre bror till Dziga Vertov och Michail Kaufman.

## Filmografi i urval
- 1930 – À propos de Nice (kortfilm)
- 1933 – C i uppförande
- 1934 – L'Atalante
- 1954 – Storstadshamn
- 1956 – Baby Doll
- 1957 – 12 edsvurna män
- 1959 – Mannen i ormskinnsjackan
- 1961 – Feber i blodet
- 1962 – Lång dags färd mot natt
- 1964 – Ta't piano Henry Orient
- 1964 – Pantlånaren